# Samuel Carter Hall
Pour les articles homonymes, voir Samuel Hall et Hall.
Samuel Carter Hall, né le 9 mai 1800 et mort le 11 mars 1889, est un journaliste britannique victorien d'origine irlandaise qui est surtout connu pour sa direction éditoriale de The Art Journal et pour sa personnalité très satirique.

## Biographie
Samuel Carter Hall naît à la caserne Geneva (en), à Waterford, en Irlande. Son père, né à Londres, est Robert Hall (1753 - 10 janvier 1836), officier de l'armée. Après avoir quitté l'armée, il s'engage, en Irlande, dans l'exploitation de mines de cuivre qui mène à sa ruine. Il épouse Ann Kent (née en 1765, à Ottery St. Mary, Devonshire) à Topsham, le 6 avril 1790. Ann Hall soutient une famille de douze enfants en gérant sa propre entreprise à Cork, en Irlande. Samuel Carter Hall est le quatrième fils de la fratrie.
Hall se marie avec Anna Maria Fielding (1800–1881), connue pour ses nombreux articles, romans, croquis de la vie irlandaise et pièces de théâtre. Deux des dernières pièces, The Groves of Blarney et The French Refugee, ont été produites à Londres avec succès. Elle a également écrit plusieurs livres pour enfants et a contribué à fonder diverses œuvres caritatives londoniennes. Elle publiait sous le nom de « Mme S.C. Hall ».

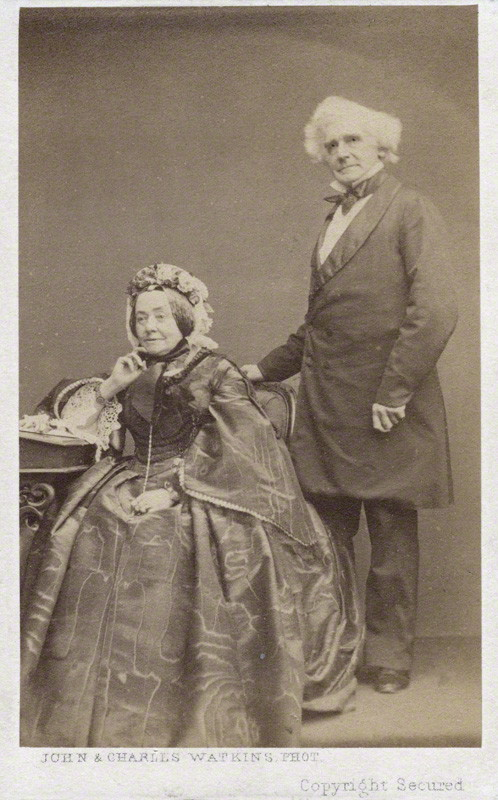
Anna Maria Hall et Samuel Carter Hall, vers la fin des années 1860.

## Publications
- The Amulet: A Christian and Literary Remembrancer (1833)
- Gems of the Modern Poets: With Biographical Notices (1842)
- The Book of British Ballads (1842)
- The Gallery of Modern Sculpture (1849–54)
- The royal gallery of art, ancient and modern: engravings from the private collections of Her Majesty the Queen and His Royal Highness Prince Albert, and the art heir-looms of the crown, at Windsor Castle, Buckingham Palace, and Osborne, (Editor)  [1854?].
- The Vernon Gallery of British Art, London, 1854
- Memoirs of Great Men and Women of the Age, From Personal Acquaintance (1871)
- The Trial of Sir Jasper: A Temperance Tale in Verse (1873)
- An Old Story: A Temperance Tale in Verse (1875)
- A Memoir of Thomas Moore (1879)
- Rhymes in Council: Aphorisms Versified (1881)
- Retrospect of a Long Life, from 1815 to 1883 (1883)
- The Use of Spiritualism? (1884)